# Nereidas (danzón)
Nereidas es un danzón compuesto en 1932 por el director y compositor oaxaqueño Amador Pérez Torres Dimas. Es uno de los danzones más populares en México.

## Historia
Este danzón fue hecho por Amador Pérez Torres, fundador de la Danzonera Dimas cuando Daniel Sidney, el dueño del famoso salón de baile de la Ciudad de México, California Dancing Club, le encargó una pieza musical para la próxima inauguración del cabaret Nereidas, ubicado en la Colonia Guerrero en la esquina de la calle luna y la calle Guerrero, nombre alude a las ninfas del Mar Mediterráneo, las nereidas.
Este danzón se convertiría en uno de los estándares del danzón clásico mexicano. Es frecuentemente interpretado no solo por danzoneras, sino por agrupaciones populares de instrumentos de viento. En lo popular, fue conocido a tal punto, que muchos negocios como neverías o restaurantes llevarían su nombre.
Una escuela pública fundada por el municipio de Ciudad Juárez, Chihuahua, lleva por nombre Escuela de Danzón Nereidas, inaugurada en 2017.